# 2025年モナコグランプリ
2025年モナコグランプリ（英: 2025 Monaco Grand Prix、正式名称: Formula 1 TAG Heuer Grand Prix de Monaco 2025）は、2025年のF1世界選手権の第8戦として、2025年5月25日にモンテカルロ市街地コースで開催された。

## 背景
タイヤ
ピレリが持ち込んだドライ用タイヤのコンパウンドはハード（白）：C4、ミディアム（黄）：C5、ソフト（赤）：C6の組み合わせで、前年より1段階ソフト寄りに変更された。また、通常はドライコンディションにおいて2つ以上のコンパウンドを装着することが義務付けられているが、前年のレース開始直後にアクシデントが発生し赤旗が出され、中断中に違うコンパウンドに交換してからピットストップを行わず最後まで走りきったドライバーが多かったことにより単調なレース展開に終止したため、モナコGPのみの特別ルールとして路面コンディション（ドライ、ウェット）に関係なくタイヤ交換を最低2回行うことが義務付けられた。
| ドライ用   | ドライ用       | ドライ用   | ウェット用           | ウェット用   |
| C4         | C5             | C6         | インターミディエイト | フルウェット |
| ---------- | -------------- | ---------- | -------------------- | ------------ |
| （ハード） | （ミディアム） | （ソフト） | （小雨用）           | （大雨用）   |
DRS：1箇所
※（　）内は検知ポイント
- DRS1：ターン19の18m先から（ターン16の80m先）

特別カラーリング
- マクラーレン：スポンサーのOKXのヨーロッパ市場参入を記念し、本GP及び次戦スペインGPで、チーム初勝利を挙げたマシンM7Aに似せたカラーリングがMCL39に施される。
- フェラーリ：本GP限定でホワイト地にブルーのラインがあしらわれたレーシングスーツ、薄いブルーの帽子を着用する。

## エントリー
前戦から変更なし。

## フリー走行

### FP1
2025年5月23日 13:30 CEST(UTC+2)
（特記のない出典：）
- 気温22度、路面温度40度、晴、ドライ

母国グランプリを迎えるシャルル・ルクレールがトップタイムを記録したが、青旗が出されていたランス・ストロールとターン6（ヘアピン）で接触し、フロントウィングにダメージを負った。この接触でコース上にデブリが散乱されたため赤旗中断となり、ストロールには1グリッド降格のペナルティが科せられた。

### FP2
2025年5月23日 17:00 CEST(UTC+2)
（特記のない出典：）
- 気温23度、路面温度41度、晴、ドライ

FP1に続きルクレールがトップタイムを記録した。開始7分にアイザック・ハジャーがターン10（ヌーベルシケイン）で左リアタイヤをガードレールにヒットし、コース上に止まったことで赤旗が出され、再開後にオスカー・ピアストリがターン1（サンテ・デボーテ）で曲がりきれず、バリアに突っ込んでしまったため2度目の赤旗が出された。この赤旗中にオリバー・ベアマンがカルロス・サインツを追い越してしまい、10グリッド降格ペナルティが科せられた。

### FP3
2025年5月24日 12:30 CEST(UTC+2)
（特記のない出典：）
- 気温21度、路面温度38度、晴、ドライ

このセッションもルクレールがトップタイムを記録した。マックス・フェルスタッペンはミディアムタイヤで2番手のタイムを記録した。残り2分でルイス・ハミルトンがターン3（マスネ）でコントロールを失ってクラッシュしたため、セッションは終了となった。

### 各セッションの順位
| 順位   | ドライバー         | コンストラクター | タイム   |
| ------ | ------------------ | ---------------- | -------- |
| 1      | C.ルクレール       | フェラーリ       | 1:11.964 |
| 2      | M.フェルスタッペン | レッドブル       | 1:12.127 |
| 3      | L.ノリス           | マクラーレン     | 1:12.290 |
| 4      | A.アルボン         | ウィリアムズ     | 1:12.314 |
| 5      | O.ピアストリ       | マクラーレン     | 1:12.342 |
| 出典： |                    |                  |          |

| 順位   | ドライバー   | コンストラクター | タイム   |
| ------ | ------------ | ---------------- | -------- |
| 1      | C.ルクレール | フェラーリ       | 1:11.355 |
| 2      | O.ピアストリ | マクラーレン     | 1:11.393 |
| 3      | L.ハミルトン | フェラーリ       | 1:11.460 |
| 4      | L.ノリス     | マクラーレン     | 1:11.677 |
| 5      | L.ローソン   | レーシングブルズ | 1:11.823 |
| 出典： |              |                  |          |

| FP3 \| 順位 \| ドライバー \| コンストラクター \| タイム \| \| ---------- \| ------------------ \| ---------------- \| -------- \| \| 1 \| C.ルクレール \| フェラーリ \| 1:10.953 \| \| 2 \| M.フェルスタッペン \| レッドブル \| 1:11.233 \| \| 3 \| L.ノリス \| マクラーレン \| 1:11.247 \| \| 4 \| O.ピアストリ \| マクラーレン \| 1:11.398 \| \| 5 \| L.ハミルトン \| フェラーリ \| 1:11.516 \| \| 出典：[17] \| \| \| \| | - 注: いずれもトップ5まで掲載。 |                  |          |
| 順位 | ドライバー                      | コンストラクター | タイム   |
| 1 | C.ルクレール                    | フェラーリ       | 1:10.953 |
| 2 | M.フェルスタッペン              | レッドブル       | 1:11.233 |
| 3 | L.ノリス                        | マクラーレン     | 1:11.247 |
| 4 | O.ピアストリ                    | マクラーレン     | 1:11.398 |
| 5 | L.ハミルトン                    | フェラーリ       | 1:11.516 |
| 出典： |                                 |                  |          |

## 予選
2025年5月24日 16:00 CEST(UTC+2)
（特記のない出典：）
- 気温21度、路面温度41度、晴、ドライ

ランド・ノリスが地元出身のシャルル・ルクレールを0.109秒上回る1分9秒954のコースレコードで、今季2回目のポールポジションを獲得した。以下、オスカー・ピアストリ、ルイス・ハミルトン、マックス・フェルスタッペン、アイザック・ハジャーの順となったが、ハミルトンはQ1でチーム側の連絡ミスによりフェルスタッペンのアタックを妨害したため、3グリッド降格のペナルティが科せられた。また、ランス・ストロールはQ1でピエール・ガスリーのアタックを妨害したため、2度目のグリッド降格ペナルティ（3グリッド降格）が科せられている。
レーシングブルズは2台ともQ3進出を果たす一方、メルセデスはアンドレア・キミ・アントネッリがQ1のラストアタックでターン10のガードレールにヒットしたためQ2に参加できず、ジョージ・ラッセルもQ2でマシントラブルが発生し、トンネル内でストップしてしまった。角田裕毅もQ2で敗退した。

### 予選結果
| 順位                                            | No. | ドライバー                     | コンストラクター                        | Q1       | Q2       | Q3       | Grid |
| ----------------------------------------------- | --- | ------------------------------ | --------------------------------------- | -------- | -------- | -------- | ---- |
| 1                                               | 4   | ランド・ノリス                 | マクラーレン-メルセデス                 | 1:11.285 | 1:10.570 | 1:09.954 | 1    |
| 2                                               | 16  | シャルル・ルクレール           | フェラーリ                              | 1:11.229 | 1:10.581 | 1:10.063 | 2    |
| 3                                               | 81  | オスカー・ピアストリ           | マクラーレン-メルセデス                 | 1:11.308 | 1:10.858 | 1:10.129 | 3    |
| 4                                               | 44  | ルイス・ハミルトン             | フェラーリ                              | 1:11.575 | 1:10.883 | 1:10.382 | 7 1  |
| 5                                               | 1   | マックス・フェルスタッペン     | レッドブル-ホンダ・RBPT                 | 1:11.431 | 1:10.875 | 1:10.669 | 4    |
| 6                                               | 6   | アイザック・ハジャー           | レーシングブルズ-ホンダ・RBPT           | 1:11.811 | 1:11.040 | 1:10.923 | 5    |
| 7                                               | 14  | フェルナンド・アロンソ         | アストンマーティン・アラムコ-メルセデス | 1:11.674 | 1:11.182 | 1:10.924 | 6    |
| 8                                               | 31  | エステバン・オコン             | ハース-フェラーリ                       | 1:11.839 | 1:11.262 | 1:10.942 | 8    |
| 9                                               | 30  | リアム・ローソン               | レーシングブルズ-ホンダ・RBPT           | 1:11.818 | 1:11.250 | 1:11.129 | 9    |
| 10                                              | 23  | アレクサンダー・アルボン       | ウィリアムズ-メルセデス                 | 1:11.629 | 1:10.732 | 1:11.213 | 10   |
| 11                                              | 55  | カルロス・サインツ             | ウィリアムズ-メルセデス                 | 1:11.707 | 1:11.362 | n/a      | 11   |
| 12                                              | 22  | 角田裕毅                       | レッドブル-ホンダ・RBPT                 | 1:11.800 | 1:11.415 | n/a      | 12   |
| 13                                              | 27  | ニコ・ヒュルケンベルグ         | キック・ザウバー-フェラーリ             | 1:11.871 | 1:11.596 | n/a      | 13   |
| 14                                              | 63  | ジョージ・ラッセル             | メルセデス                              | 1:11.507 | DNF      | n/a      | 14   |
| 15                                              | 12  | アンドレア・キミ・アントネッリ | メルセデス                              | 1:11.880 | DNS      | n/a      | 15   |
| 16                                              | 5   | ガブリエル・ボルトレト         | キック・ザウバー-フェラーリ             | 1:11.902 | n/a      | n/a      | 16   |
| 17                                              | 87  | オリバー・ベアマン             | ハース-フェラーリ                       | 1:11.979 | n/a      | n/a      | 20 2 |
| 18                                              | 10  | ピエール・ガスリー             | アルピーヌ-ルノー                       | 1:11.994 | n/a      | n/a      | 17   |
| 19                                              | 18  | ランス・ストロール             | アストンマーティン・アラムコ-メルセデス | 1:12.563 | n/a      | n/a      | 19 3 |
| 20                                              | 43  | フランコ・コラピント           | アルピーヌ-ルノー                       | 1:12.597 | n/a      | n/a      | 18   |
| 107% time（Q1のトップタイムから107%）: 1:16.215 |     |                                |                                         |          |          |          |      |
| 出典:                                           |     |                                |                                         |          |          |          |      |

追記
- ^1 - ハミルトンはQ1において、ターン3でフェルスタッペンのアタックを妨害したため、3グリッド降格ペナルティが科せられた[19][22]。
- ^2 - ベアマンはFP2で赤旗掲示中に他車を追い越したため、10グリッド降格ペナルティとペナルティポイント2点（累計4点）が科せられた[13][23]。
- ^3 - ストロールは以下2件のペナルティが科せられた[注 6]。
  - FP1において、ターン6でルクレールと接触した件の責任を問われ、1グリッド降格ペナルティとペナルティポイント1点（累計3点）[11][24]。
  - Q1において、ターン10でガスリーのアタックを妨害したため、3グリッド降格ペナルティ[19][25]。

## 決勝
2025年5月25日 15:00 CEST(UTC+2)
（特記のない出典：）
- 気温22度、路面温度45度、晴、ドライコンディション

ランド・ノリスがポール・トゥ・ウィンで今季2勝目及びモナコGP初勝利を挙げ、マクラーレンは2008年のルイス・ハミルトン以来17年ぶりにモナコGPでの優勝を果たした。2年連続の母国グランプリ優勝を目指したシャルル・ルクレールはノリスに及ばず2位、オスカー・ピアストリが3位表彰台を獲得した。なお、4位のマックス・フェルスタッペンまでスターティンググリッドと同じ順位であった。Q3に進出したレーシングブルズ（アイザック・ハジャーが6位、リアム・ローソンは今季初入賞の8位）と、この年から導入された2回のタイヤ交換義務を活かした戦略でウィリアムズ（アレクサンダー・アルボンが9位、カルロス・サインツが10位）の2チームがダブル入賞を果たした。
逆にQ2で敗退したメルセデス勢はウィリアムズ勢の戦略にはまり、我慢の限界に達したジョージ・ラッセルがターン11（ヌーベルシケイン）をまっすぐ通過して強引にアルボンを抜き、ポジションを戻さなかったためドライブスルーペナルティが科せられた。角田裕毅はソフトタイヤでスタートし、ガブリエル・ボルトレトが1周目にターン8（ポルティエ）のバリアにヒットしたことによりバーチャルセーフティカー（VSC）が導入されたタイミングでハードタイヤに交換を済ませた。9周目のヌーベルシケインでピエール・ガスリーが角田と接触して左フロントを損傷し、ガスリーはピットに戻りリタイアした。角田のマシンには接触のダメージはなかったが、メルセデス勢同様ウィリアムズ勢の戦略にはまり、赤旗やセーフティカー（SC）の導入を待つ以外に手はなかったが最後まで導入されることはなく、ハードタイヤで70周以上我慢の走行を強いられた後、レース終盤の75周目に2度目のタイヤ交換義務を済ませ、17位に終わった。チームメイトのフェルスタッペンも同様に赤旗やセーフティカーの導入を待ちながら見た目上の首位を走行し続けたが、そのチャンスは巡ってこないまま角田に続いて2度目のタイヤ交換義務を済ませ、4位でレースを終えた。

### レース結果
| 順位                                                    | No. | ドライバー                     | コンストラクター                        | 周回数 | タイム/リタイア原因 | Grid | Pts. |
| ------------------------------------------------------- | --- | ------------------------------ | --------------------------------------- | ------ | ------------------- | ---- | ---- |
| 1                                                       | 4   | ランド・ノリス                 | マクラーレン-メルセデス                 | 78     | 1:40:33.843         | 1    | 25   |
| 2                                                       | 16  | シャルル・ルクレール           | フェラーリ                              | 78     | +3.131              | 2    | 18   |
| 3                                                       | 81  | オスカー・ピアストリ           | マクラーレン-メルセデス                 | 78     | +3.658              | 3    | 15   |
| 4                                                       | 1   | マックス・フェルスタッペン     | レッドブル-ホンダ・RBPT                 | 78     | +20.572             | 4    | 12   |
| 5                                                       | 44  | ルイス・ハミルトン             | フェラーリ                              | 78     | +51.387             | 7    | 10   |
| 6                                                       | 6   | アイザック・ハジャー           | レーシングブルズ-ホンダ・RBPT           | 77     | +1 Lap              | 5    | 8    |
| 7                                                       | 31  | エステバン・オコン             | ハース-フェラーリ                       | 77     | +1 Lap              | 8    | 6    |
| 8                                                       | 30  | リアム・ローソン               | レーシングブルズ-ホンダ・RBPT           | 77     | +1 Lap              | 9    | 4    |
| 9                                                       | 23  | アレクサンダー・アルボン       | ウィリアムズ-メルセデス                 | 76     | +2 Laps             | 10   | 2    |
| 10                                                      | 55  | カルロス・サインツ             | ウィリアムズ-メルセデス                 | 76     | +2 Laps             | 11   | 1    |
| 11                                                      | 63  | ジョージ・ラッセル             | メルセデス                              | 76     | +2 Laps             | 14   |      |
| 12                                                      | 87  | オリバー・ベアマン             | ハース-フェラーリ                       | 76     | +2 Laps             | 20   |      |
| 13                                                      | 43  | フランコ・コラピント           | アルピーヌ-ルノー                       | 76     | +2 Laps             | 18   |      |
| 14                                                      | 5   | ガブリエル・ボルトレト         | キック・ザウバー-フェラーリ             | 76     | +2 Laps             | 16   |      |
| 15                                                      | 18  | ランス・ストロール             | アストンマーティン・アラムコ-メルセデス | 76     | +2 Laps             | 19   |      |
| 16                                                      | 27  | ニコ・ヒュルケンベルグ         | キック・ザウバー-フェラーリ             | 76     | +2 Laps             | 13   |      |
| 17                                                      | 22  | 角田裕毅                       | レッドブル-ホンダ・RBPT                 | 76     | +2 Laps             | 12   |      |
| 18                                                      | 12  | アンドレア・キミ・アントネッリ | メルセデス                              | 75     | +3 Laps             | 15   |      |
| Ret                                                     | 14  | フェルナンド・アロンソ         | アストンマーティン・アラムコ-メルセデス | 36     | エンジン            | 6    |      |
| Ret                                                     | 10  | ピエール・ガスリー             | アルピーヌ-ルノー                       | 7      | アクシデント        | 17   |      |
| 優勝スピード（勝者ノリスの平均速度）: 155.295 km/h      |     |                                |                                         |        |                     |      |      |
| ファステストラップ: ランド・ノリス - 1:13.221（78周目） |     |                                |                                         |        |                     |      |      |
| 出典:                                                   |     |                                |                                         |        |                     |      |      |

ラップリーダー
※太字は最多ラップリーダー
- ランド・ノリス - 42周 (1-18, 28-49, 77-78)
- シャルル・ルクレール - 3周 (19-21)
- マックス・フェルスタッペン - 33周 (22-27, 50-76)

## 主な記録

### ドライバー
- ランド・ノリスがモナコGP初勝利を挙げた[32]。
- 角田裕毅が95戦目の出走を果たし、片山右京に並ぶ日本人F1ドライバー最多出走タイ記録[33]。

### コンストラクター
- マクラーレンが2008年（ルイス・ハミルトン）以来17年ぶり16回目（最多記録を更新）のモナコGP勝利を挙げた[32][34]。

## 第8戦終了時点のランキング
|       | 順位 | ドライバー                 | ポイント |
| ----- | ---- | -------------------------- | -------- |
|       | 1    | オスカー・ピアストリ       | 161      |
|       | 2    | ランド・ノリス             | 158      |
|       | 3    | マックス・フェルスタッペン | 136      |
|       | 4    | ジョージ・ラッセル         | 99       |
|       | 5    | シャルル・ルクレール       | 79       |
| 出典: |      |                            |          |

|       | 順位 | コンストラクター        | ポイント |
| ----- | ---- | ----------------------- | -------- |
|       | 1    | マクラーレン-メルセデス | 319      |
|       | 2    | メルセデス              | 147      |
|       | 3    | レッドブル-ホンダ・RBPT | 143      |
|       | 4    | フェラーリ              | 142      |
|       | 5    | ウィリアムズ-メルセデス | 54       |
| 出典: |      |                         |          |

- 注：いずれもトップ5まで掲載。